# Llista de topònims de Rialb
Llista de topònims (noms propis de lloc) del municipi de Rialb, al Pallars Sobirà
Informació actualitzada per un bot. Els canvis manuals es perdran quan s'actualitzi!

## borda
| imatge | Nom                 | Ubicat a | instància de | Detalls | coordenades                                                         | Protecció | Commons (més fotos) | Dades a WD                    |
| ------ | ------------------- | -------- | ------------ | ------- | ------------------------------------------------------------------- | --------- | ------------------- | ----------------------------- |
|        | Borda Esbalçada     | Rialb    | borda        |         | 42° 28′ 10″ N, 1° 09′ 32″ E / 42.4693687800386°N,1.15891493255656°E |           |                     | Modifica les dades a Wikidata |
|        | Borda Llauret       | Rialb    | borda        |         | 42° 27′ 24″ N, 1° 12′ 07″ E / 42.4566678533088°N,1.20181596769776°E |           |                     | Modifica les dades a Wikidata |
|        | Corral dels Bous    | Rialb    | borda        |         | 42° 29′ 58″ N, 1° 05′ 04″ E / 42.499343243041°N,1.0845204436754°E   |           |                     | Modifica les dades a Wikidata |
|        | borda d'Ardiaca     | Rialb    | borda        |         | 42° 28′ 35″ N, 1° 05′ 26″ E / 42.4764459944208°N,1.09061815589874°E |           |                     | Modifica les dades a Wikidata |
|        | borda de Basili     | Rialb    | borda        |         | 42° 26′ 41″ N, 1° 08′ 41″ E / 42.4446440100122°N,1.1446713572532°E  |           |                     | Modifica les dades a Wikidata |
|        | borda de Bellera    | Rialb    | borda        |         | 42° 29′ 17″ N, 1° 06′ 16″ E / 42.48796585577°N,1.1043356046492°E    |           |                     | Modifica les dades a Wikidata |
|        | borda de Benetó     | Rialb    | borda        |         | 42° 25′ 56″ N, 1° 07′ 52″ E / 42.4321576578354°N,1.13108385465505°E |           |                     | Modifica les dades a Wikidata |
|        | borda de Betran     | Rialb    | borda        |         | 42° 26′ 57″ N, 1° 07′ 09″ E / 42.4490295124702°N,1.11924908292843°E |           |                     | Modifica les dades a Wikidata |
|        | borda de Moliner    | Rialb    | borda        |         | 42° 27′ 48″ N, 1° 08′ 19″ E / 42.4633058003918°N,1.13870782107667°E |           |                     | Modifica les dades a Wikidata |
|        | borda de Peró       | Rialb    | borda        |         | 42° 27′ 52″ N, 1° 07′ 00″ E / 42.4645414358247°N,1.11677779047134°E |           |                     | Modifica les dades a Wikidata |
|        | borda de Ramon Gas  | Rialb    | borda        |         | 42° 28′ 05″ N, 1° 05′ 18″ E / 42.4681700235407°N,1.08846137640855°E |           |                     | Modifica les dades a Wikidata |
|        | borda del Fener     | Rialb    | borda        |         | 42° 25′ 55″ N, 1° 08′ 08″ E / 42.4320512647503°N,1.13560931692985°E |           |                     | Modifica les dades a Wikidata |
|        | borda del Jan       | Rialb    | borda        |         | 42° 27′ 00″ N, 1° 08′ 56″ E / 42.4500814776923°N,1.1490101192475°E  |           |                     | Modifica les dades a Wikidata |
|        | bordes de Botella   | Rialb    | borda        |         | 42° 27′ 55″ N, 1° 09′ 18″ E / 42.465377033856°N,1.1548860601807°E   |           |                     | Modifica les dades a Wikidata |
|        | bordes de Cansissi  | Rialb    | borda        |         | 42° 28′ 23″ N, 1° 05′ 28″ E / 42.4729953176093°N,1.09106369610257°E |           |                     | Modifica les dades a Wikidata |
|        | bordes de Llessui   | Rialb    | borda        |         | 42° 28′ 51″ N, 1° 03′ 30″ E / 42.480891453739°N,1.0583183154479°E   |           |                     | Modifica les dades a Wikidata |
|        | bordes de Mal Pas   | Rialb    | borda        |         | 42° 27′ 42″ N, 1° 11′ 53″ E / 42.4615357153398°N,1.19811303209227°E |           |                     | Modifica les dades a Wikidata |
|        | bordes de Pedreda   | Rialb    | borda        |         | 42° 29′ 18″ N, 1° 06′ 11″ E / 42.4882974999732°N,1.10310660731577°E |           |                     | Modifica les dades a Wikidata |
|        | bordes de Surp      | Rialb    | borda        |         | 42° 27′ 38″ N, 1° 08′ 05″ E / 42.4606016390693°N,1.13467710230732°E |           |                     | Modifica les dades a Wikidata |
|        | bordes de Vallespir | Rialb    | borda        |         | 42° 27′ 08″ N, 1° 12′ 24″ E / 42.4522693429897°N,1.20674530341751°E |           |                     | Modifica les dades a Wikidata |
|        | l'Hostalet          | Rialb    | borda        |         | 42° 25′ 38″ N, 1° 07′ 51″ E / 42.4271658460936°N,1.13091614285604°E |           |                     | Modifica les dades a Wikidata |
|        | la Moleta           | Rialb    | borda        |         | 42° 26′ 58″ N, 1° 10′ 12″ E / 42.4495165572763°N,1.16990568040104°E |           |                     | Modifica les dades a Wikidata |

## casa
| imatge | Nom          | Ubicat a | instància de | Detalls                     | coordenades                                          | Protecció                                  | Commons (més fotos)  | Dades a WD                    |
| ------ | ------------ | -------- | ------------ | --------------------------- | ---------------------------------------------------- | ------------------------------------------ | -------------------- | ----------------------------- |
|        | Casa Baró    | Rialb    | casa         | Estil: arquitectura popular | 42° 27′ 17″ N, 1° 08′ 56″ E / 42.454835°N,1.148963°E | bé integrant del patrimoni cultural català |                      | Modifica les dades a Wikidata |
|        | Casa Bellera | Rialb    | casa         | Estil: arquitectura popular | 42° 28′ 11″ N, 1° 06′ 16″ E / 42.469679°N,1.104448°E | bé cultural d'interès local                |                      | Modifica les dades a Wikidata |
|        | Casa Beltran | Rialb    | casa         | Estil: arquitectura popular | 42° 27′ 12″ N, 1° 07′ 35″ E / 42.453328°N,1.126461°E | bé integrant del patrimoni cultural català | Casa Beltran de Surp | Modifica les dades a Wikidata |

## collada
| imatge | Nom                    | Ubicat a      | instància de | Detalls | coordenades                                                    | Protecció | Commons (més fotos) | Dades a WD                    |
| ------ | ---------------------- | ------------- | ------------ | ------- | -------------------------------------------------------------- | --------- | ------------------- | ----------------------------- |
|        | Coll de la Portella    | Sort Rialb    | collada      |         | 42° 30′ 09″ N, 1° 04′ 21″ E / 42.502589°N,1.072577°E 2327 msnm |           |                     | Modifica les dades a Wikidata |
|        | Colletó de la Portella | Llessui Rialb | collada      |         | 42° 29′ 42″ N, 1° 04′ 29″ E / 42.495088°N,1.074761°E 2265 msnm |           |                     | Modifica les dades a Wikidata |

## curs d'aigua
| imatge | Nom                    | Ubicat a                                                          | instància de | Detalls                                      | coordenades                                                                                                  | Protecció | Commons (més fotos)    | Dades a WD                    |
| ------ | ---------------------- | ----------------------------------------------------------------- | ------------ | -------------------------------------------- | --- | --------- | ---------------------- | ----------------------------- |
|        | Noguera Pallaresa      | Vall d'Aran Pallars Sobirà Pallars Jussà Noguera                  | curs d'aigua | Desemboca: Segre Llarg: 154km Conca: 2820km² | 41° 54′ 23″ N, 0° 53′ 24″ E / 41.9064°N,0.8901°E 42° 42′ 43″ N, 0° 56′ 58″ E / 42.71185°N,0.94951944444444°E |           | Noguera Pallaresa      | Modifica les dades a Wikidata |
|        | riu de Santa Magdalena | Farrera les Valls de Valira Montferrer i Castellbò Llavorsí Rialb | curs d'aigua | Desemboca: Noguera Pallaresa Conca: 109.8km² | 42° 30′ 05″ N, 1° 19′ 49″ E / 42.501494°N,1.330232°E 42° 28′ 01″ N, 1° 11′ 57″ E / 42.466955°N,1.199188°E    |           | Riu de Santa Magdalena | Modifica les dades a Wikidata |
|        | torrent de Sant Antoni | Sort Rialb                                                        | curs d'aigua | Desemboca: Noguera Pallaresa                 | 42° 27′ 11″ N, 1° 06′ 29″ E / 42.453174°N,1.10818°E 42° 26′ 28″ N, 1° 08′ 09″ E / 42.441204°N,1.135806°E     |           | Torrent de Sant Antoni | Modifica les dades a Wikidata |

## entitat singular de població
| imatge | Nom     | Ubicat a | instància de                                   | Detalls | coordenades                                                                        | Protecció | Commons (més fotos) | Dades a WD                    |
| ------ | ------- | -------- | ---------------------------------------------- | ------- | ---------------------------------------------------------------------------------- | --------- | ------------------- | ----------------------------- |
|        | Beraní  | Rialb    | entitat singular de població                   | 10 hab  | 42° 26′ 56″ N, 1° 09′ 46″ E / 42.44891021552641°N,1.1629109669387707°E 1100 msnm   |           |                     | Modifica les dades a Wikidata |
|        | Caregue | Rialb    | entitat singular de població                   | 16 hab  | 42° 28′ 11″ N, 1° 06′ 17″ E / 42.469635°N,1.104817°E 1165.5 msnm                   |           | Caregue             | Modifica les dades a Wikidata |
|        | Escàs   | Rialb    | entitat singular de població                   | 22 hab  | 42° 27′ 48″ N, 1° 06′ 19″ E / 42.463195°N,1.105315°E 1003.1 msnm                   |           | Escàs               | Modifica les dades a Wikidata |
|        | Rialp   | Rialb    | entitat singular de població capital municipal | 511 hab | 42° 26′ 39″ N, 1° 08′ 06″ E / 42.44428041°N,1.13490916°E 728 msnm                  |           |                     | Modifica les dades a Wikidata |
|        | Rodés   | Rialb    | entitat singular de població                   | 14 hab  | 42° 27′ 18″ N, 1° 08′ 56″ E / 42.45500277777778°N,1.1489722222222225°E 1089.8 msnm |           |                     | Modifica les dades a Wikidata |
|        | Roní    | Rialb    | entitat singular de població                   | 64 hab  | 42° 27′ 25″ N, 1° 10′ 47″ E / 42.45705833°N,1.17977778°E 1080.9 msnm               |           | Roní (Rialp)        | Modifica les dades a Wikidata |
|        | Surp    | Rialb    | entitat singular de població                   | 26 hab  | 42° 27′ 12″ N, 1° 07′ 35″ E / 42.453333333333°N,1.1263888888889°E 1040 msnm        |           | Surp                | Modifica les dades a Wikidata |

## església
| imatge | Nom                                       | Ubicat a | instància de     | Detalls                      | coordenades                                                                | Protecció                                  | Commons (més fotos)                 | Dades a WD                    |
| ------ | ----------------------------------------- | -------- | ---------------- | ---------------------------- | -------------------------------------------------------------------------- | ------------------------------------------ | ----------------------------------- | ----------------------------- |
|        | Mare de Déu de Valldeflors de Rialb       | Rialb    | església         |                              | 42° 26′ 39″ N, 1° 08′ 06″ E / 42.444265°N,1.134901°E 739.4 msnm            | bé integrant del patrimoni cultural català | Mare de Déu de Valldeflors de Rialp | Modifica les dades a Wikidata |
|        | Mare de Déu de la Muntanya                | Rialb    | església         | Estil: arquitectura popular  | 42° 29′ 03″ N, 1° 06′ 17″ E / 42.484282°N,1.104812°E 1389.7 msnm           | bé cultural d'interès local                | Mare de Déu de la Muntanya          | Modifica les dades a Wikidata |
|        | Mare de Déu del Roser de Casa Bellera     | Rialb    | església         |                              | 42° 28′ 15″ N, 1° 06′ 23″ E / 42.4707°N,1.10644°E 1165.5 msnm              |                                            |                                     | Modifica les dades a Wikidata |
|        | Sant Andreu de Rodés                      | Rialb    | església         | Estil: arquitectura popular  | 42° 27′ 18″ N, 1° 08′ 53″ E / 42.455042°N,1.148076°E 1009 msnm             | bé integrant del patrimoni cultural català | Sant Andreu de Rodés                | Modifica les dades a Wikidata |
|        | Sant Antoni                               | Rialb    | església capella |                              | 42° 27′ 15″ N, 1° 07′ 46″ E / 42.4541422285269°N,1.12955451185018°E        |                                            |                                     | Modifica les dades a Wikidata |
|        | Sant Cosme i Sant Damià de Rialp          | Rialb    | església         |                              | 42° 26′ 41″ N, 1° 08′ 08″ E / 42.444648°N,1.135548°E 717.3 msnm            |                                            | Sant Cosme i Sant Damià de Rialp    | Modifica les dades a Wikidata |
|        | Sant Cristòfol de Roní                    | Roní     | església         |                              | 42° 27′ 28″ N, 1° 10′ 52″ E / 42.45782°N,1.181118°E 1107 msnm              |                                            | Sant Cristòfol de Roní              | Modifica les dades a Wikidata |
|        | Sant Francesc de Paula de Rialb           | Rialb    | església         |                              | 42° 26′ 45″ N, 1° 08′ 12″ E / 42.445825°N,1.13679167°E 717.3 msnm          |                                            |                                     | Modifica les dades a Wikidata |
|        | Sant Iscle i Santa Victòria de Surp       | Rialb    | església         | Estil: arquitectura romànica | 42° 27′ 10″ N, 1° 07′ 38″ E / 42.452716°N,1.127142°E 1035 msnm             | bé cultural d'interès local                | Sant Iscle i Santa Victòria de Surp | Modifica les dades a Wikidata |
|        | Sant Joan de Colinos                      | Rialb    | església         |                              | 42° 26′ 34″ N, 1° 09′ 21″ E / 42.442777°N,1.155955°E 1131.5 msnm           | bé cultural d'interès local                |                                     | Modifica les dades a Wikidata |
|        | Sant Joan nou de Colinos                  | Beraní   | església         |                              | 42° 26′ 34″ N, 1° 09′ 22″ E / 42.442756°N,1.156013°E 1131.5 msnm           |                                            |                                     | Modifica les dades a Wikidata |
|        | Sant Joaquim i Santa Anna de Casa Bertran | Rialb    | església         |                              | 42° 27′ 16″ N, 1° 07′ 37″ E / 42.4545°N,1.12704°E 1046.3 msnm              |                                            |                                     | Modifica les dades a Wikidata |
|        | Sant Martí de Caregue                     | Rialb    | església         | Estil: arquitectura popular  | 42° 28′ 11″ N, 1° 06′ 17″ E / 42.469613°N,1.104815°E 1165.5 msnm           | bé cultural d'interès local                |                                     | Modifica les dades a Wikidata |
|        | Sant Miquel de Roní                       | Rialb    | església         |                              | 42° 27′ 07″ N, 1° 11′ 51″ E / 42.45180917°N,1.19748889°E 1300 msnm         |                                            |                                     | Modifica les dades a Wikidata |
|        | Sant Quirze de Surp                       | Rialb    | església         |                              | 42° 27′ 03″ N, 1° 08′ 01″ E / 42.450902°N,1.13352°E 970.4 msnm             | bé integrant del patrimoni cultural català |                                     | Modifica les dades a Wikidata |
|        | Sant Serni de Beraní                      | Rialb    | església         |                              | 42° 26′ 56″ N, 1° 09′ 47″ E / 42.449004°N,1.163178°E ca:Beraní 1088.1 msnm |                                            | Sant Serni de Beraní                | Modifica les dades a Wikidata |
|        | Sant Vicenç d'Oveix                       | Rialb    | església         |                              | 42° 27′ 04″ N, 1° 09′ 02″ E / 42.45122667°N,1.15058472°E 735 msnm          |                                            |                                     | Modifica les dades a Wikidata |
|        | Santa Caterina de Rialb                   | Rialb    | església         |                              | 42° 26′ 49″ N, 1° 08′ 26″ E / 42.44708333°N,1.14046944°E 721.2 msnm        |                                            |                                     | Modifica les dades a Wikidata |
|        | Santa Coloma d'Escàs                      | Rialb    | església         | Estil: arquitectura popular  | 42° 27′ 47″ N, 1° 06′ 20″ E / 42.4631°N,1.10558°E 1014.3 msnm              | bé integrant del patrimoni cultural català |                                     | Modifica les dades a Wikidata |
|        | el Sant Crist de Roní                     | Rialb    | església         |                              | 42° 27′ 28″ N, 1° 10′ 51″ E / 42.457741°N,1.180919°E 1107 msnm             |                                            |                                     | Modifica les dades a Wikidata |

## estació d'esquí
| imatge | Nom                       | Ubicat a    | instància de    | Detalls | coordenades                                             | Protecció | Commons (més fotos) | Dades a WD                    |
| ------ | ------------------------- | ----------- | --------------- | ------- | ------------------------------------------------------- | --------- | ------------------- | ----------------------------- |
|        | Estació d'esquí Port Ainé | Rialb       | estació d'esquí |         | 42° 25′ 42″ N, 1° 12′ 43″ E / 42.4283°N,1.21194°E Rialb |           | Port Ainé           | Modifica les dades a Wikidata |
|        | Gran Pallars              | Espot Rialb | estació d'esquí |         | 42° 33′ 51″ N, 1° 05′ 39″ E / 42.564263°N,1.094073°E    |           |                     | Modifica les dades a Wikidata |

## font
| imatge | Nom                | Ubicat a | instància de | Detalls | coordenades                                                         | Protecció | Commons (més fotos) | Dades a WD                    |
| ------ | ------------------ | -------- | ------------ | ------- | ------------------------------------------------------------------- | --------- | ------------------- | ----------------------------- |
|        | font Blanca        | Rialb    | font         |         | 42° 30′ 40″ N, 1° 06′ 31″ E / 42.5111160487194°N,1.10847818738704°E |           |                     | Modifica les dades a Wikidata |
|        | font de Portainé   | Rialb    | font         |         | 42° 25′ 39″ N, 1° 12′ 47″ E / 42.427576540635°N,1.2131275602697°E   |           |                     | Modifica les dades a Wikidata |
|        | font de Ribainer   | Rialb    | font         |         | 42° 26′ 25″ N, 1° 09′ 53″ E / 42.4403664777973°N,1.16481023641255°E |           |                     | Modifica les dades a Wikidata |
|        | font de la Comella | Rialb    | font         |         | 42° 27′ 39″ N, 1° 09′ 15″ E / 42.4607201655483°N,1.15423052729764°E |           |                     | Modifica les dades a Wikidata |
|        | font de la Conilla | Rialb    | font         |         | 42° 26′ 27″ N, 1° 10′ 00″ E / 42.4407275409309°N,1.16655050873491°E |           |                     | Modifica les dades a Wikidata |
|        | font de la Seu     | Rialb    | font         |         | 42° 25′ 59″ N, 1° 10′ 45″ E / 42.4331642409428°N,1.17906173379437°E |           |                     | Modifica les dades a Wikidata |
|        | font del Pi        | Rialb    | font         |         | 42° 29′ 35″ N, 1° 05′ 18″ E / 42.493103650513°N,1.0883614544443°E   |           |                     | Modifica les dades a Wikidata |
|        | font del Pradet    | Rialb    | font         |         | 42° 27′ 37″ N, 1° 08′ 01″ E / 42.4601783750315°N,1.13357075058463°E |           |                     | Modifica les dades a Wikidata |
|        | font dels Cóms     | Rialb    | font         |         | 42° 27′ 23″ N, 1° 10′ 46″ E / 42.4565031176685°N,1.17940705603003°E |           |                     | Modifica les dades a Wikidata |
|        | font des Cambres   | Rialb    | font         |         | 42° 27′ 53″ N, 1° 09′ 26″ E / 42.4647231814607°N,1.15731178673856°E |           |                     | Modifica les dades a Wikidata |

## indret
| imatge | Nom             | Ubicat a     | instància de | Detalls | coordenades                                                    | Protecció | Commons (més fotos) | Dades a WD                    |
| ------ | --------------- | ------------ | ------------ | ------- | -------------------------------------------------------------- | --------- | ------------------- | ----------------------------- |
|        | Les Collades    | Pernui Rialb | indret       |         | 42° 25′ 28″ N, 1° 09′ 49″ E / 42.424574°N,1.163659°E 1790 msnm |           |                     | Modifica les dades a Wikidata |
|        | Rasos de l'Orri | Rialb        | indret       |         | 42° 24′ 57″ N, 1° 12′ 04″ E / 42.415955°N,1.200996°E 2275 msnm |           |                     | Modifica les dades a Wikidata |

## masia
| imatge | Nom                 | Ubicat a | instància de | Detalls | coordenades                                                         | Protecció | Commons (més fotos) | Dades a WD                    |
| ------ | ------------------- | -------- | ------------ | ------- | ------------------------------------------------------------------- | --------- | ------------------- | ----------------------------- |
|        | Ca l'Agustinet      | Rialb    | masia        |         | 42° 27′ 18″ N, 1° 08′ 54″ E / 42.4548875204079°N,1.1482726511061°E  |           |                     | Modifica les dades a Wikidata |
|        | Cal Catina          | Rialb    | masia        |         | 42° 27′ 29″ N, 1° 10′ 47″ E / 42.4580673110047°N,1.17979955456283°E |           |                     | Modifica les dades a Wikidata |
|        | Cal Consolet        | Rialb    | masia        |         | 42° 27′ 18″ N, 1° 08′ 59″ E / 42.4549991329088°N,1.1496070909237°E  |           |                     | Modifica les dades a Wikidata |
|        | Cal Dondela         | Rialb    | masia        |         | 42° 27′ 28″ N, 1° 10′ 48″ E / 42.4578166236833°N,1.17989194941484°E |           |                     | Modifica les dades a Wikidata |
|        | Cal Jepó            | Rialb    | masia        |         | 42° 27′ 17″ N, 1° 08′ 56″ E / 42.4547609472986°N,1.14879930967728°E |           |                     | Modifica les dades a Wikidata |
|        | Cal Macià           | Rialb    | masia        |         | 42° 27′ 26″ N, 1° 10′ 50″ E / 42.4572672249451°N,1.18045513845772°E |           |                     | Modifica les dades a Wikidata |
|        | Cal Mestres         | Rialb    | masia        |         | 42° 26′ 56″ N, 1° 09′ 47″ E / 42.4489123798801°N,1.16310151085309°E |           |                     | Modifica les dades a Wikidata |
|        | Cal Miquel          | Rialb    | masia        |         | 42° 26′ 55″ N, 1° 09′ 46″ E / 42.4486366893184°N,1.16275693008979°E |           |                     | Modifica les dades a Wikidata |
|        | Cal Muntanya        | Rialb    | masia        |         | 42° 26′ 55″ N, 1° 09′ 44″ E / 42.448709905126°N,1.1622683912196°E   |           |                     | Modifica les dades a Wikidata |
|        | Cal Riber           | Rialb    | masia        |         | 42° 27′ 29″ N, 1° 10′ 45″ E / 42.4579302825772°N,1.17911030412906°E |           |                     | Modifica les dades a Wikidata |
|        | Cal Simon           | Rialb    | masia        |         | 42° 27′ 26″ N, 1° 10′ 45″ E / 42.4573256440354°N,1.17903053442407°E |           |                     | Modifica les dades a Wikidata |
|        | Cal Tremonilles     | Rialb    | masia        |         | 42° 27′ 25″ N, 1° 10′ 46″ E / 42.4569553117931°N,1.17952773041056°E |           |                     | Modifica les dades a Wikidata |
|        | Cal Vicent          | Rialb    | masia        |         | 42° 27′ 17″ N, 1° 08′ 59″ E / 42.4546854633275°N,1.14970145589444°E |           |                     | Modifica les dades a Wikidata |
|        | Casa Betran         | Rialb    | masia        |         | 42° 27′ 13″ N, 1° 07′ 33″ E / 42.4537280228997°N,1.12569967097366°E |           |                     | Modifica les dades a Wikidata |
|        | Xalets dels Notaris | Rialb    | masia        |         | 42° 27′ 00″ N, 1° 09′ 01″ E / 42.449968048325°N,1.15035108204925°E  |           |                     | Modifica les dades a Wikidata |
|        | la Masia            | Rialb    | masia        |         | 42° 26′ 52″ N, 1° 10′ 29″ E / 42.447686055246°N,1.1748609649695°E   |           |                     | Modifica les dades a Wikidata |

## molí d'aigua
| imatge | Nom                             | Ubicat a | instància de | Detalls | coordenades                                                         | Protecció                   | Commons (més fotos) | Dades a WD                    |
| ------ | ------------------------------- | -------- | ------------ | ------- | ------------------------------------------------------------------- | --------------------------- | ------------------- | ----------------------------- |
|        | Molí de Cap-pelat               | Rialb    | molí d'aigua |         | 42° 27′ 45″ N, 1° 06′ 12″ E / 42.4625618466405°N,1.10322717402813°E |                             |                     | Modifica les dades a Wikidata |
|        | Molí fariner la Mola de Bellera | Rialb    | molí d'aigua |         | 42° 26′ 39″ N, 1° 08′ 01″ E / 42.444228°N,1.133741°E                | bé cultural d'interès local |                     | Modifica les dades a Wikidata |

## muntanya
| imatge | Nom                | Ubicat a                           | instància de | Detalls | coordenades                                                          | Protecció | Commons (més fotos) | Dades a WD                    |
| ------ | ------------------ | ---------------------------------- | ------------ | ------- | -------------------------------------------------------------------- | --------- | ------------------- | ----------------------------- |
|        | Bony d'Arquer      | Sort Rialb                         | muntanya     |         | 42° 29′ 20″ N, 1° 04′ 36″ E / 42.48894722°N,1.07664722°E 2306 msnm   |           |                     | Modifica les dades a Wikidata |
|        | Cap de Campmaior   | Llavorsí la Guingueta d'Àneu Rialb | muntanya     |         | 42° 30′ 58″ N, 1° 06′ 50″ E / 42.516012°N,1.113775°E 2044.9 msnm     |           | Cap de Campmaior    | Modifica les dades a Wikidata |
|        | Piflorit           | Llavorsí Rialb                     | muntanya     |         | 42° 28′ 49″ N, 1° 08′ 18″ E / 42.48041389°N,1.13838611°E 2097.2 msnm |           |                     | Modifica les dades a Wikidata |
|        | Roques d'Auló      | Rialb                              | muntanya     |         | 42° 26′ 23″ N, 1° 11′ 20″ E / 42.4397°N,1.18895°E 1779.8 msnm        |           |                     | Modifica les dades a Wikidata |
|        | Santa Fe           | Rialb                              | muntanya     |         | 42° 27′ 10″ N, 1° 11′ 26″ E / 42.4528°N,1.1905°E 1510 msnm           |           |                     | Modifica les dades a Wikidata |
|        | roca Cinglada      | Rialb                              | muntanya     |         | 42° 27′ 44″ N, 1° 09′ 24″ E / 42.4621°N,1.15671°E 1344.5 msnm        |           |                     | Modifica les dades a Wikidata |
|        | roca Pleta         | Rialb                              | muntanya     |         | 42° 26′ 13″ N, 1° 09′ 05″ E / 42.43692778°N,1.1514975°E 1311.9 msnm  |           |                     | Modifica les dades a Wikidata |
|        | serrat de Posa     | Rialb                              | muntanya     |         | 42° 27′ 36″ N, 1° 07′ 11″ E / 42.4599°N,1.11975°E 1465.5 msnm        |           |                     | Modifica les dades a Wikidata |
|        | tossal de Riuposa  | Llavorsí Rialb                     | muntanya     |         | 42° 30′ 05″ N, 1° 06′ 52″ E / 42.5014°N,1.11445°E 2063.3 msnm        |           |                     | Modifica les dades a Wikidata |
|        | turó de la Collada | Rialb                              | muntanya     |         | 42° 28′ 03″ N, 1° 09′ 14″ E / 42.4676°N,1.15383°E 1553.8 msnm        |           |                     | Modifica les dades a Wikidata |

## pont
| imatge | Nom                   | Ubicat a | instància de | Detalls                                         | coordenades                                                         | Protecció | Commons (més fotos) | Dades a WD                    |
| ------ | --------------------- | -------- | ------------ | ----------------------------------------------- | ------------------------------------------------------------------- | --------- | ------------------- | ----------------------------- |
|        | Palanca de les Feixes | Rialb    | pont         |                                                 | 42° 28′ 22″ N, 1° 06′ 43″ E / 42.4726655539435°N,1.11192378933668°E |           |                     | Modifica les dades a Wikidata |
|        | Pont de Gulleri       | Rialb    | pont         |                                                 | 42° 27′ 43″ N, 1° 10′ 09″ E / 42.4619785656281°N,1.1692386064016°E  |           |                     | Modifica les dades a Wikidata |
|        | Pont de Sant Antoni   | Rialb    | pont         | Travessa: torrent de Sant Antoni Hi passa: C-13 | 42° 26′ 31″ N, 1° 08′ 04″ E / 42.4420627778932°N,1.13433972697473°E |           |                     | Modifica les dades a Wikidata |
|        | Pont de Sant Isidre   | Rialb    | pont         | Travessa: torrent de Sant Antoni                | 42° 26′ 34″ N, 1° 07′ 59″ E / 42.4428607064292°N,1.13301505203298°E |           |                     | Modifica les dades a Wikidata |
|        | Pont de la Forestal   | Rialb    | pont         |                                                 | 42° 27′ 58″ N, 1° 06′ 24″ E / 42.4662401652804°N,1.10674076471046°E |           |                     | Modifica les dades a Wikidata |
|        | Pont de la Mola       | Rialb    | pont         |                                                 | 42° 28′ 09″ N, 1° 06′ 35″ E / 42.4692900921367°N,1.10983576800357°E |           |                     | Modifica les dades a Wikidata |
|        | Pont des Trianís      | Rialb    | pont         |                                                 | 42° 27′ 43″ N, 1° 10′ 09″ E / 42.4619785656281°N,1.1692386064016°E  |           |                     | Modifica les dades a Wikidata |

## serra
| imatge | Nom                      | Ubicat a       | instància de | Detalls | coordenades                                                          | Protecció | Commons (més fotos) | Dades a WD                    |
| ------ | ------------------------ | -------------- | ------------ | ------- | -------------------------------------------------------------------- | --------- | ------------------- | ----------------------------- |
|        | Les Roques de la Bastida | Rialb Sort     | serra        |         | 42° 25′ 43″ N, 1° 09′ 17″ E / 42.4286°N,1.15461°E 1791 msnm          |           |                     | Modifica les dades a Wikidata |
|        | Serrat d'Arquer          | Sort Rialb     | serra        |         | 42° 29′ 10″ N, 1° 05′ 00″ E / 42.486098°N,1.083249°E 2306 msnm       |           |                     | Modifica les dades a Wikidata |
|        | Serravilla               | Espot Rialb    | serra        |         | 42° 30′ 27″ N, 1° 04′ 06″ E / 42.50756111°N,1.06844833°E 2412.9 msnm |           |                     | Modifica les dades a Wikidata |
|        | serra de Llus            | Rialb          | serra        |         | 42° 26′ 53″ N, 1° 11′ 20″ E / 42.44792778°N,1.18899722°E 1745.7 msnm |           |                     | Modifica les dades a Wikidata |
|        | serrat de Cabanerto      | Llavorsí Rialb | serra        |         | 42° 28′ 08″ N, 1° 10′ 22″ E / 42.4689°N,1.17266°E 1450 msnm          |           |                     | Modifica les dades a Wikidata |
|        | serrat de Cortinos       | Rialb          | serra        |         | 42° 27′ 53″ N, 1° 07′ 37″ E / 42.4647°N,1.12683°E 1794.8 msnm        |           |                     | Modifica les dades a Wikidata |
|        | serrat de Matanegra      | Llavorsí Rialb | serra        |         | 42° 28′ 50″ N, 1° 08′ 53″ E / 42.4805°N,1.14815°E 2097.2 msnm        |           |                     | Modifica les dades a Wikidata |
|        | serrat de la Conilla     | Rialb          | serra        |         | 42° 26′ 36″ N, 1° 09′ 58″ E / 42.44346389°N,1.16617222°E 1560 msnm   |           |                     | Modifica les dades a Wikidata |
|        | serrat del Bosc          | Rialb          | serra        |         | 42° 29′ 26″ N, 1° 06′ 01″ E / 42.49057222°N,1.10038056°E 1769 msnm   |           |                     | Modifica les dades a Wikidata |
|        | serrat dels Clots        | Rialb          | serra        |         | 42° 25′ 28″ N, 1° 12′ 28″ E / 42.4245°N,1.20787°E 2183.1 msnm        |           |                     | Modifica les dades a Wikidata |

## Misc
| imatge | Nom                                    | Ubicat a   | instància de                 | Detalls                                                                       | coordenades                                                                              | Protecció                                            | Commons (més fotos)                   | Dades a WD                    |
| ------ | -------------------------------------- | ---------- | ---------------------------- | ----------------------------------------------------------------------------- | ---------------------------------------------------------------------------------------- | ---------------------------------------------------- | ------------------------------------- | ----------------------------- |
|        | Castell de Rialb                       | Rialb      | castell jaciment arqueològic | Estil: arquitectura gòtica                                                    | 42° 26′ 41″ N, 1° 08′ 02″ E / 42.4448°N,1.13398°E ca:Camí de Surp 766 msnm               | bé d'interès cultural bé cultural d'interès nacional | Castell de Rialp                      | Modifica les dades a Wikidata |
|        | Central hidroelèctrica de Sant Antoni  | Rialb      | central hidroelèctrica       |                                                                               | 42° 26′ 47″ N, 1° 07′ 17″ E / 42.446393°N,1.121411°E 755 msnm                            |                                                      | Central hidroelèctrica de Sant Antoni | Modifica les dades a Wikidata |
|        | Colomer d'en Martí                     | Rialb      | torre de defensa             |                                                                               | 42° 26′ 28″ N, 1° 08′ 11″ E / 42.4411690751128°N,1.13642103454511°E 746 msnm             |                                                      |                                       | Modifica les dades a Wikidata |
|        | Granja de Madó                         | Rialb      | granja                       |                                                                               | 42° 27′ 42″ N, 1° 06′ 23″ E / 42.4616518210627°N,1.10646553498032°E                      |                                                      |                                       | Modifica les dades a Wikidata |
|        | Romadera                               | Rialb      | vèrtex geodèsic              | Alt: 1.2m                                                                     | 42° 30′ 57″ N, 1° 06′ 51″ E / 42.515741°N,1.114102°E 2044.108 msnm                       |                                                      |                                       | Modifica les dades a Wikidata |
|        | Santa Llúcia                           | Rialb      | edifici històric capella     |                                                                               | 42° 27′ 15″ N, 1° 07′ 33″ E / 42.4540536539549°N,1.12578724563878°E                      |                                                      |                                       | Modifica les dades a Wikidata |
|        | Torre d'en Virós i vila closa de Rialb | Rialb      | vila closa                   | Estil: arquitectura popular                                                   | 42° 26′ 38″ N, 1° 08′ 05″ E / 42.44378°N,1.134714°E ca:Carrer de la Vall, Rialb 718 msnm | bé d'interès cultural bé cultural d'interès nacional |                                       | Modifica les dades a Wikidata |
|        | Vall d'Àssua                           | Rialb Sort | vall                         |                                                                               | 42° 26′ 45″ N, 1° 04′ 28″ E / 42.445945°N,1.074343°E                                     |                                                      | Vall d'Àssua                          | Modifica les dades a Wikidata |
|        | carrer del Mig                         | Rialb      | carrer                       | Estil: arquitectura popular                                                   | 42° 26′ 39″ N, 1° 08′ 04″ E / 42.444162°N,1.134369°E                                     | bé integrant del patrimoni cultural català           |                                       | Modifica les dades a Wikidata |
|        | casa consistorial de Rialp             | Rialb      | casa consistorial            |                                                                               | 42° 26′ 38″ N, 1° 08′ 10″ E / 42.4439258°N,1.1360596°E                                   |                                                      |                                       | Modifica les dades a Wikidata |
|        | el Cabanot                             | Rialb      | cova                         |                                                                               | 42° 26′ 45″ N, 1° 07′ 41″ E / 42.4459065868544°N,1.12817025482928°E                      |                                                      |                                       | Modifica les dades a Wikidata |
|        | til·ler dels Reguerals                 | Rialb      | arbre singular               | Taxon: Tell de fulla grossa (Tilia platyphyllos Scop.) Alt: 10m Perímetre: 5m | 42° 26′ 30″ N, 1° 13′ 00″ E / 42.44157°N,1.21661°E ca:Carretera de Port-Ainé 1505 msnm   | arbre monumental                                     | Til·ler dels Reguerals                | Modifica les dades a Wikidata |